# Bad Lauterberg im Harz
Bad Lauterberg im Harz település Németországban, azon belül Alsó-Szászország tartományban. Lakosainak száma 10 258 fő (2023. december 31.). Bad Lauterberg im Harz Herzberg am Harz, Bad Sachsa és Harz községekkel határos.

## Fekvése
Göttingentől keletre fekvő település.

## Története

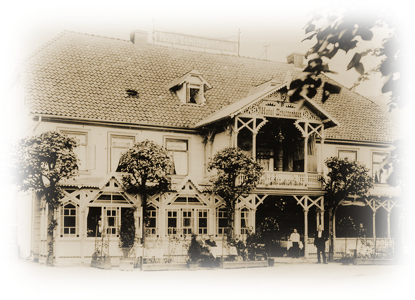

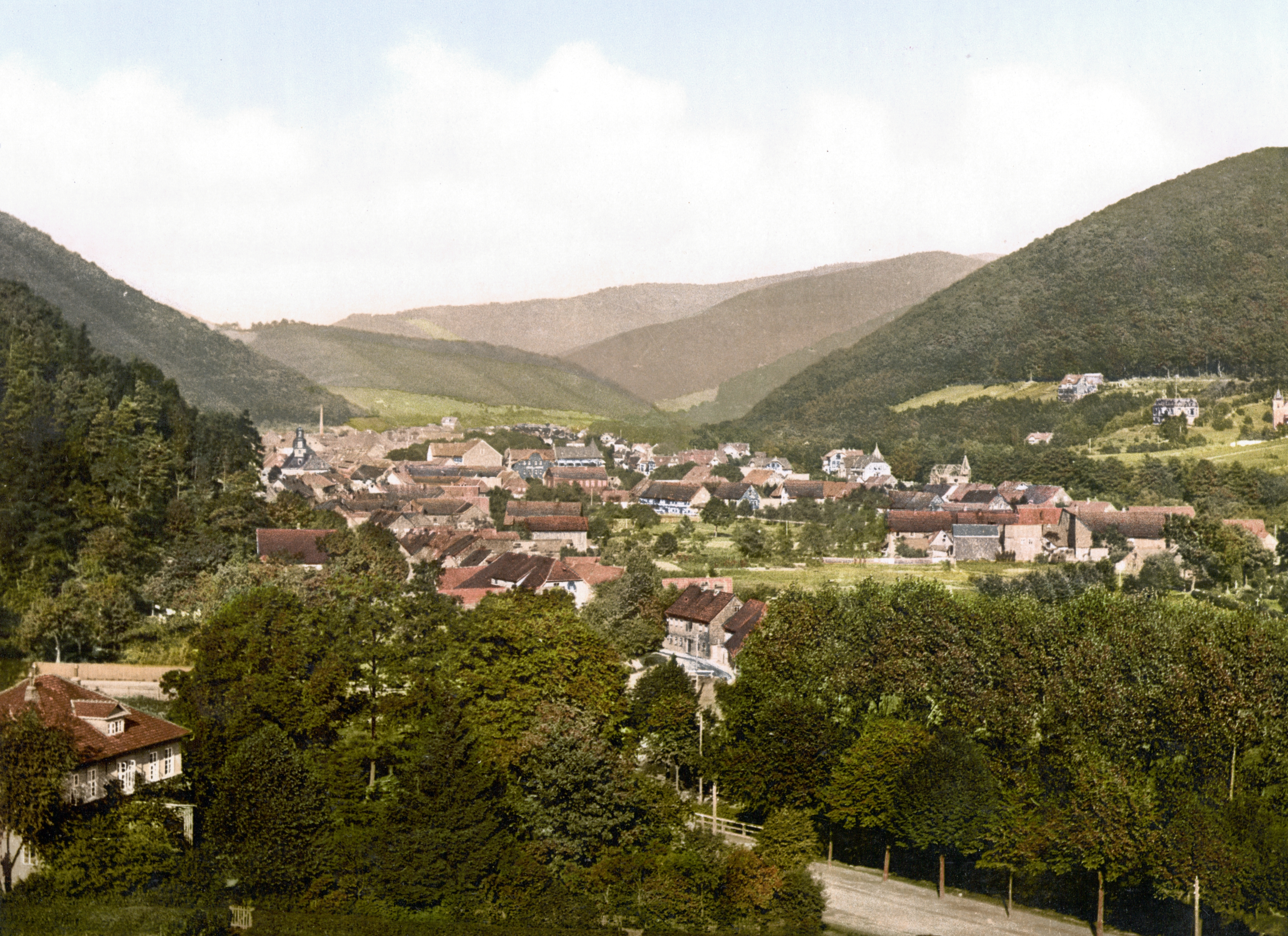

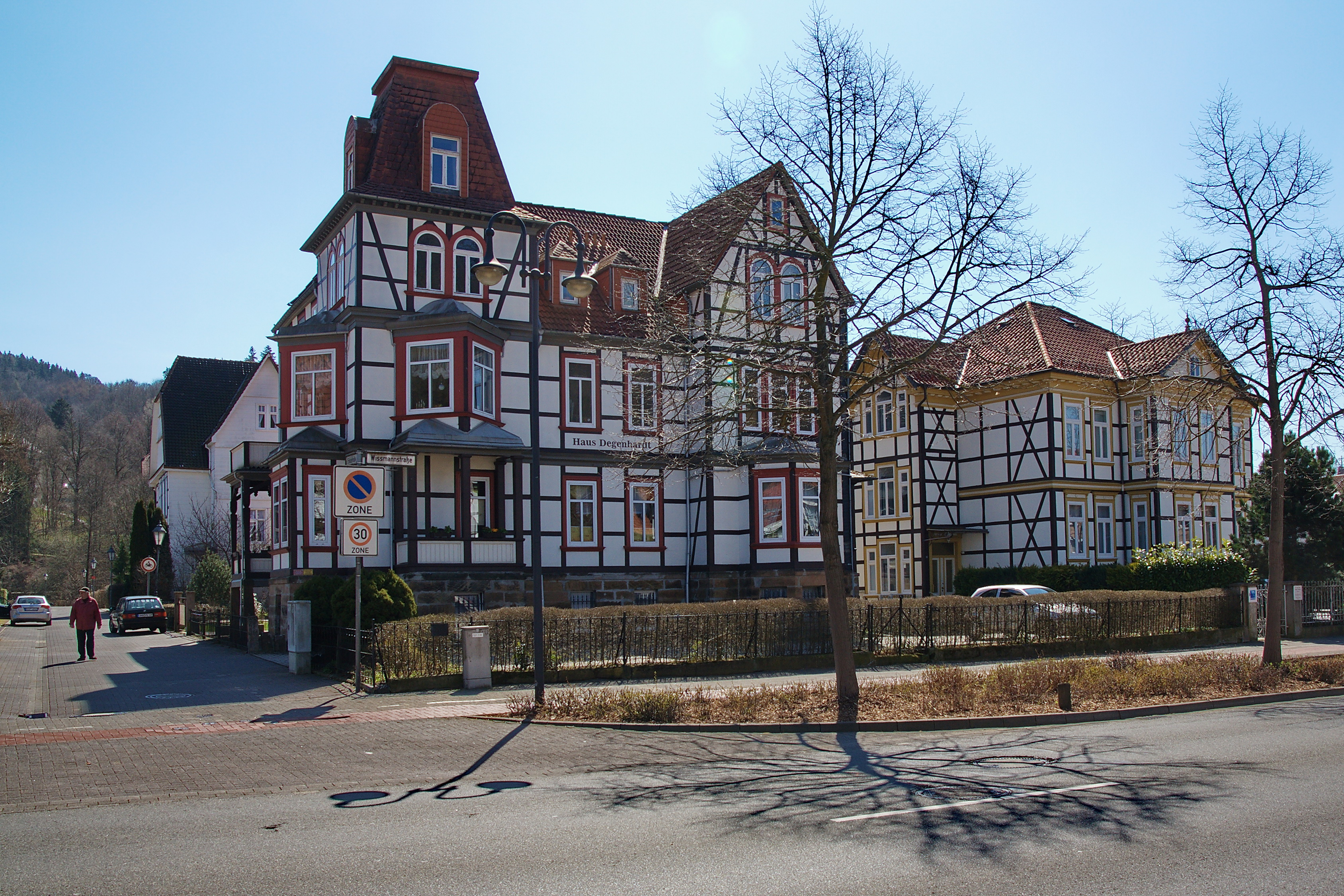

1183-ban Graf Siegebodo emelte a közeli dombon Lutterberg várát. 1398-ban, Ritter Hans foglalta el a várat, végül a Hohnstein grófok kezébe került. A harmincéves háború idején a várost kifosztották, 1641-ben pedig szinte teljesen leégett, csak három ház megmenekült meg a tűztől. Az újraépítés után 1705-ben réz kohó épült, majd 1733-ban felépült a vasgyár is. Ez utóbbit 1820-ban  öntödével és nagyolvasztóval bővítették. Az öntöde 2001-ig maradt fenn. A rézbányászat Lauterbergben 1830 és 1868 között ért véget. Bad Lauterberg 1929-ben kapott városjogot.

## Gyógyvize
A környék gyógyvizét a 19. század elején kezdték el használni. Jól kiépített gyógy- és üdülőtelepe van, mely kitűnő lehetőségeket kínál az ide pihenni érkezőknek is. 
1929 Bad Lauterberg városi jogokat. A következő évben pedig elkezdték építeni a gátat Odertalsperre, és 1934-ben fejezték be.
1949-től a fürdőváros hivatalos elnevezése Kneipp fürdő, 1968-tól pedig államilag elismert Kneipp fürdő, végül 1982-ben lett Schroth gyógyhely.

## Nevezetességek
- Szent András templom
- Játékmúzeum

## Itt születtek, itt éltek
- Adolf Heinrich Friedrich Schwarz (* 1812) - orvos 1848-1850
- Hermann Bat (1820-1889)
- Alfred Ritscher (1879-1963)- kapitány és sarkkutató
- Schnackenberg (1880-1961)- festő és illusztrátor
- Henricus Haltenhoff (1888-1956) - polgármester Hannover, Frankfurt (Oder) és Cottbus
- Franz Abelmannstraße (1905-1987), menedzser
- Hans Gärtner * 1934) - klasszikus filológus és történész
- Eberhard Umbach (* 1948), német fizikus
- Friedrich August Crome (1757-1825) - Szent András Evangélikus Egyház lelkésze
- Hermann Wissmann (1853-1905), német felfedező és kormányzó Német Kelet-Afrika (ma Tanzánia) gyarmatokon

## Galéria

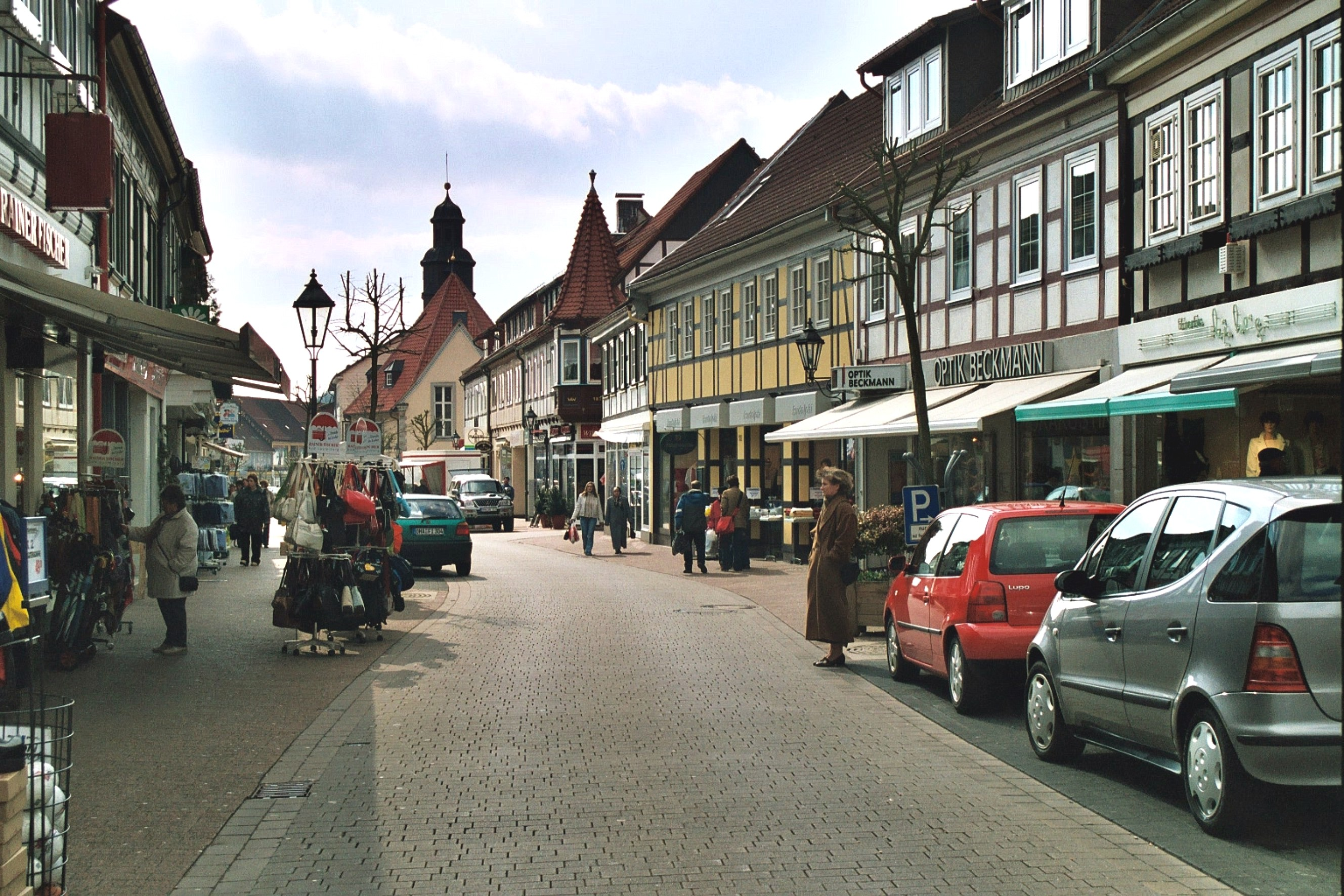
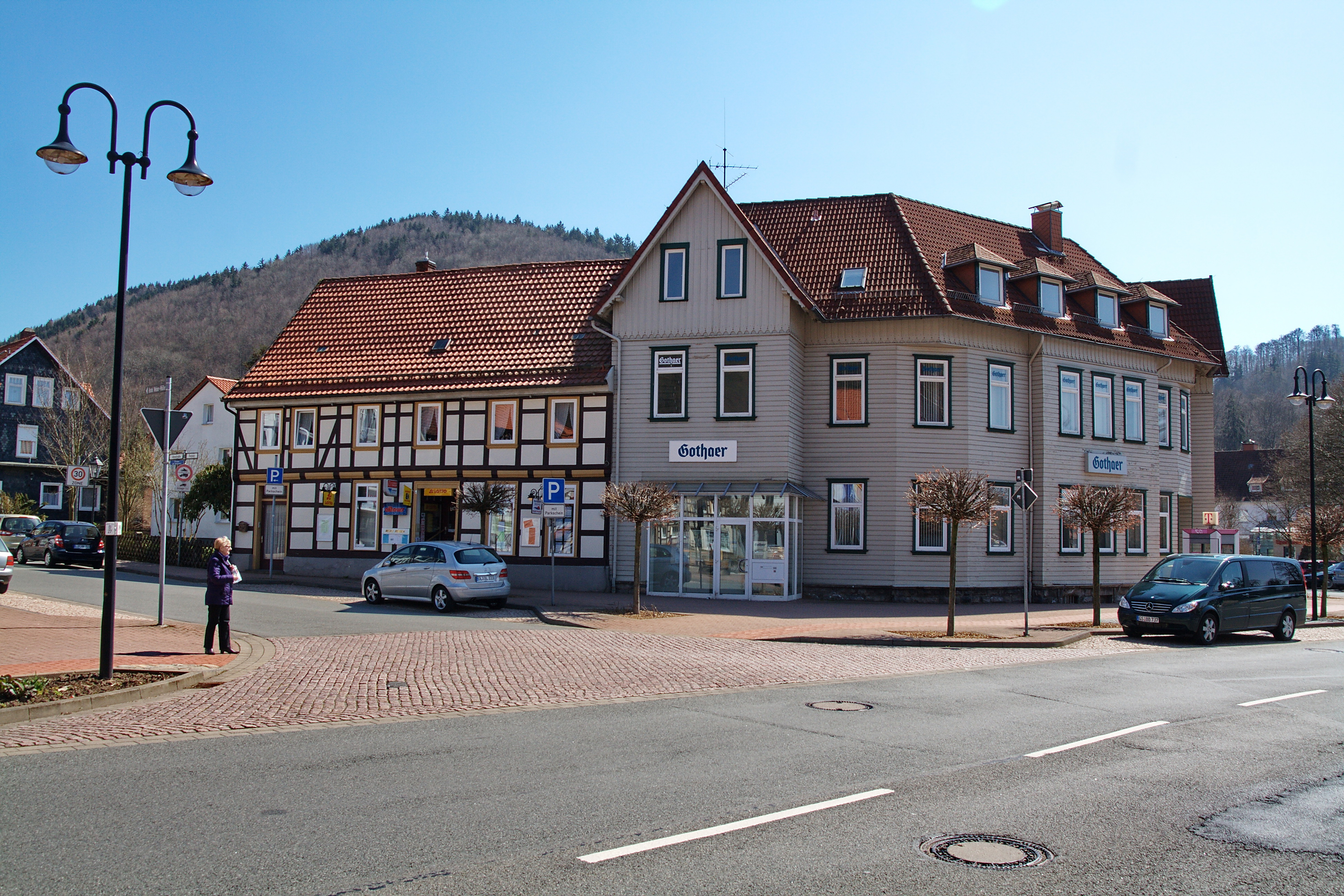
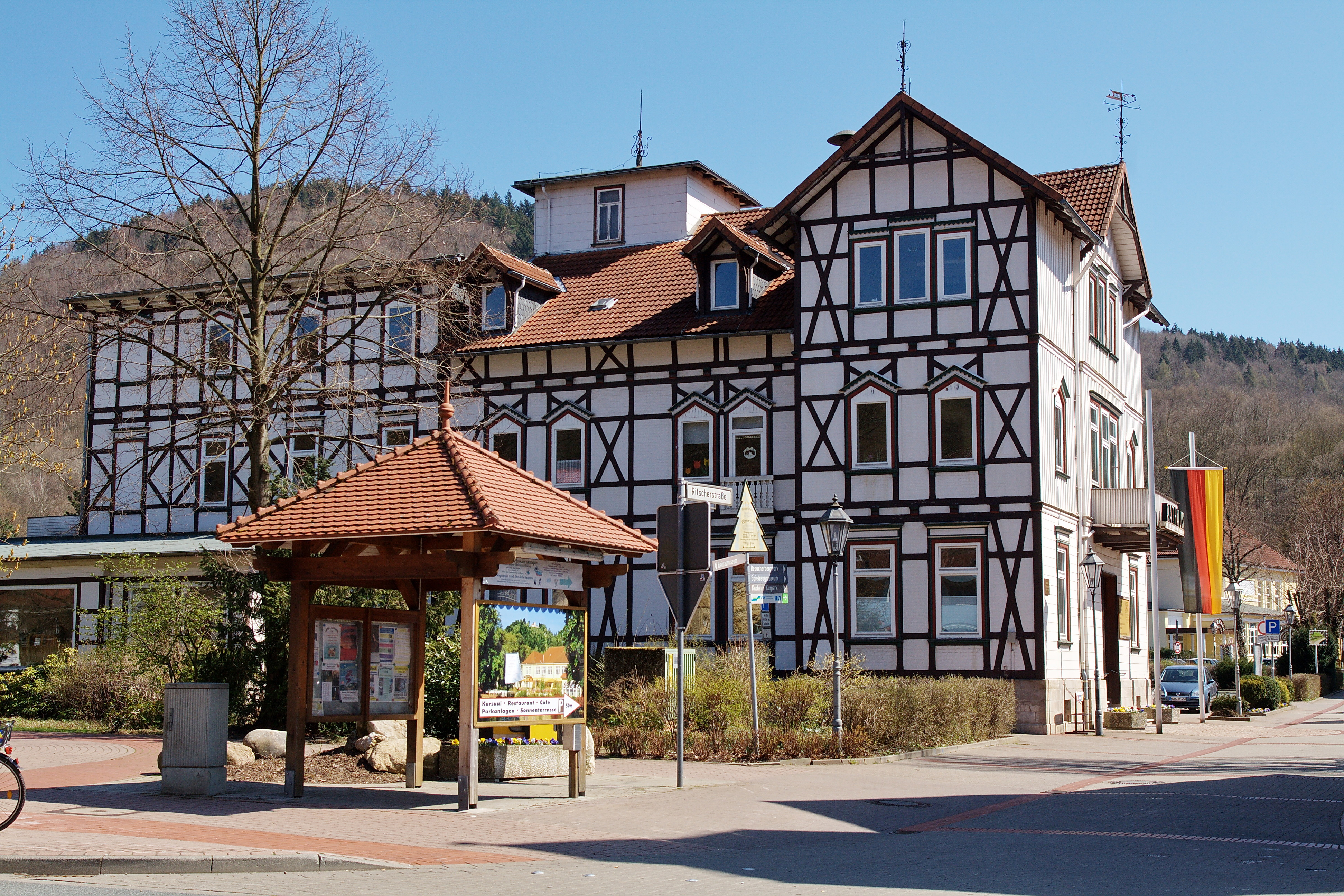
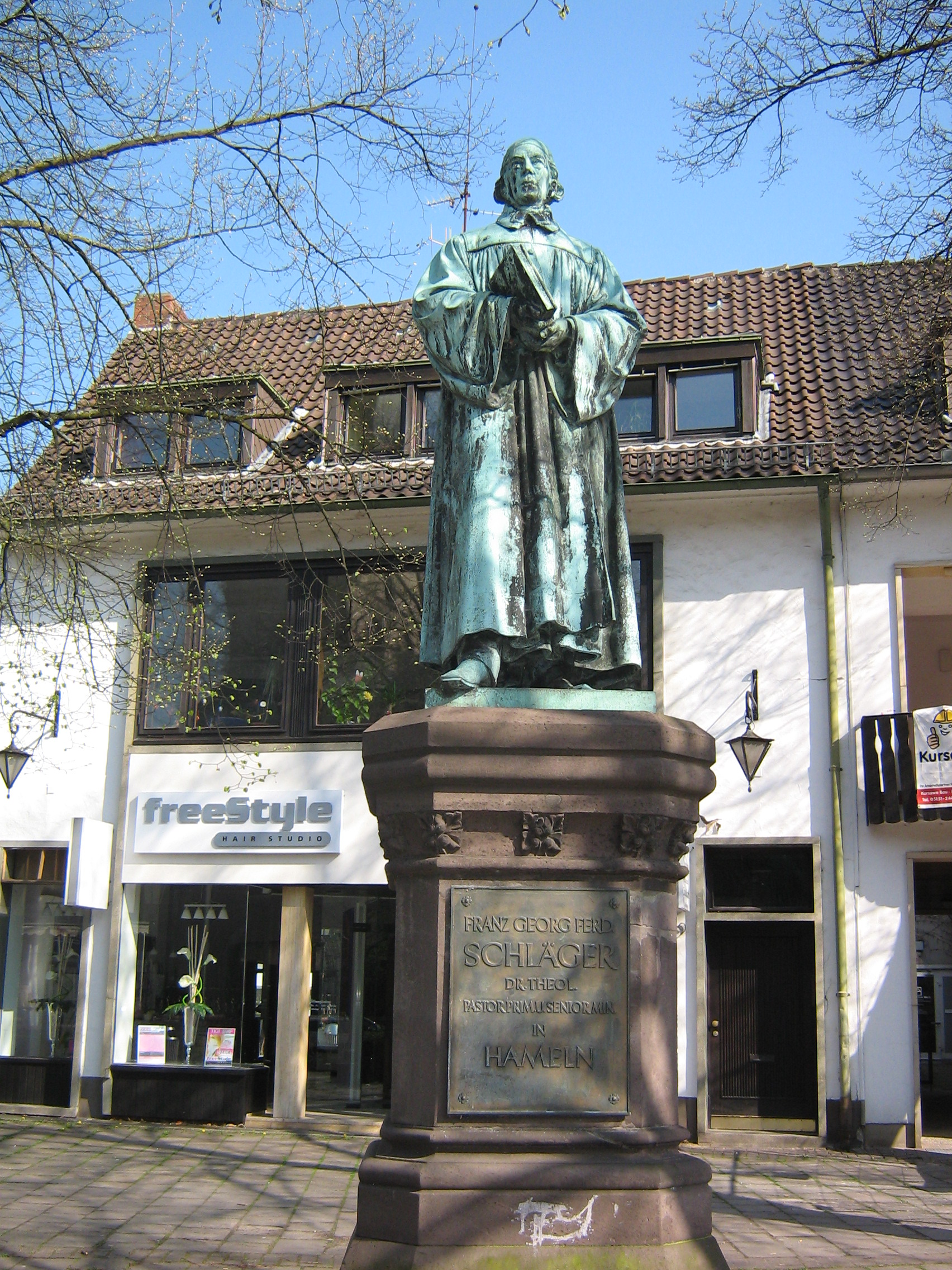
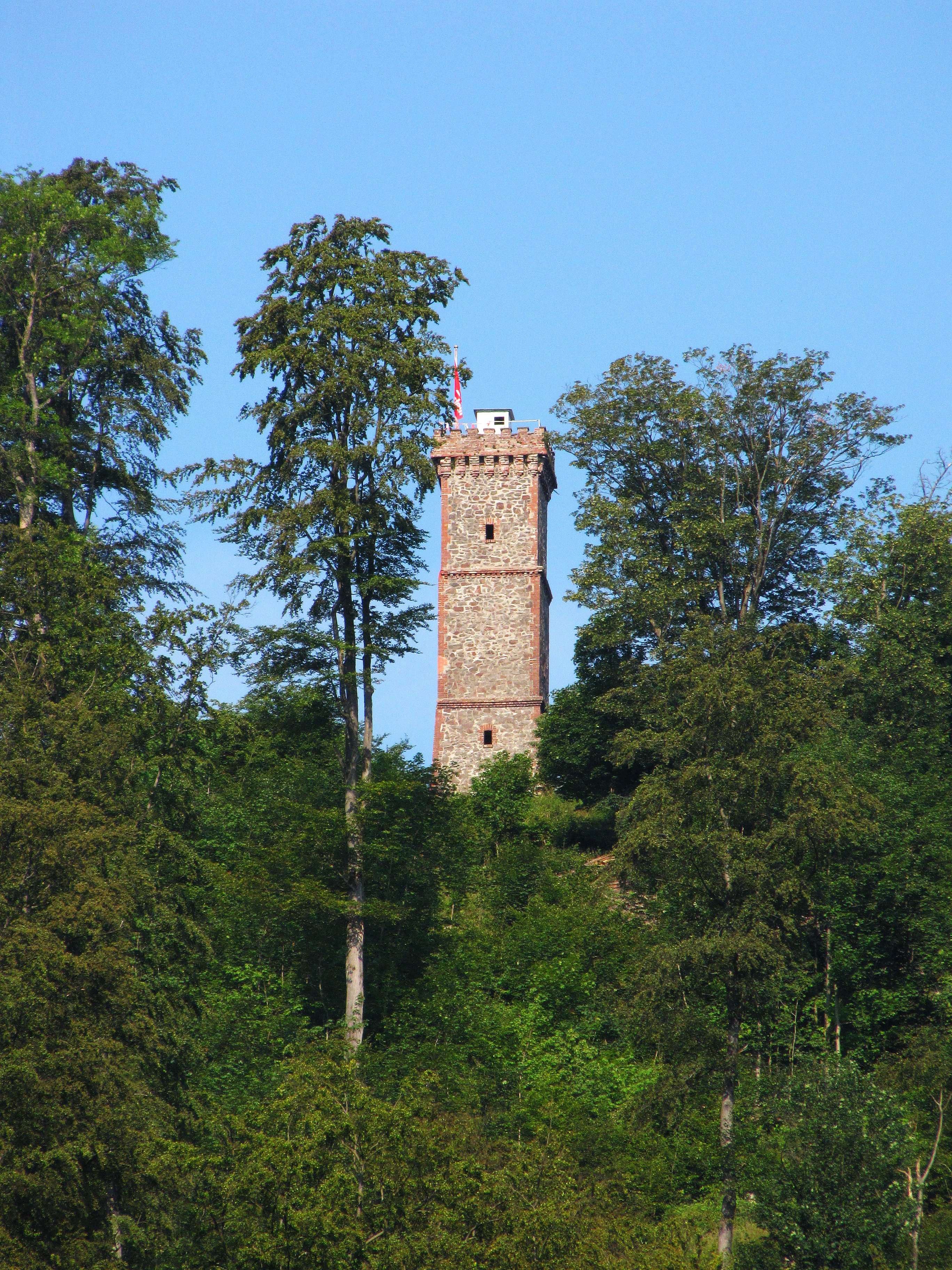
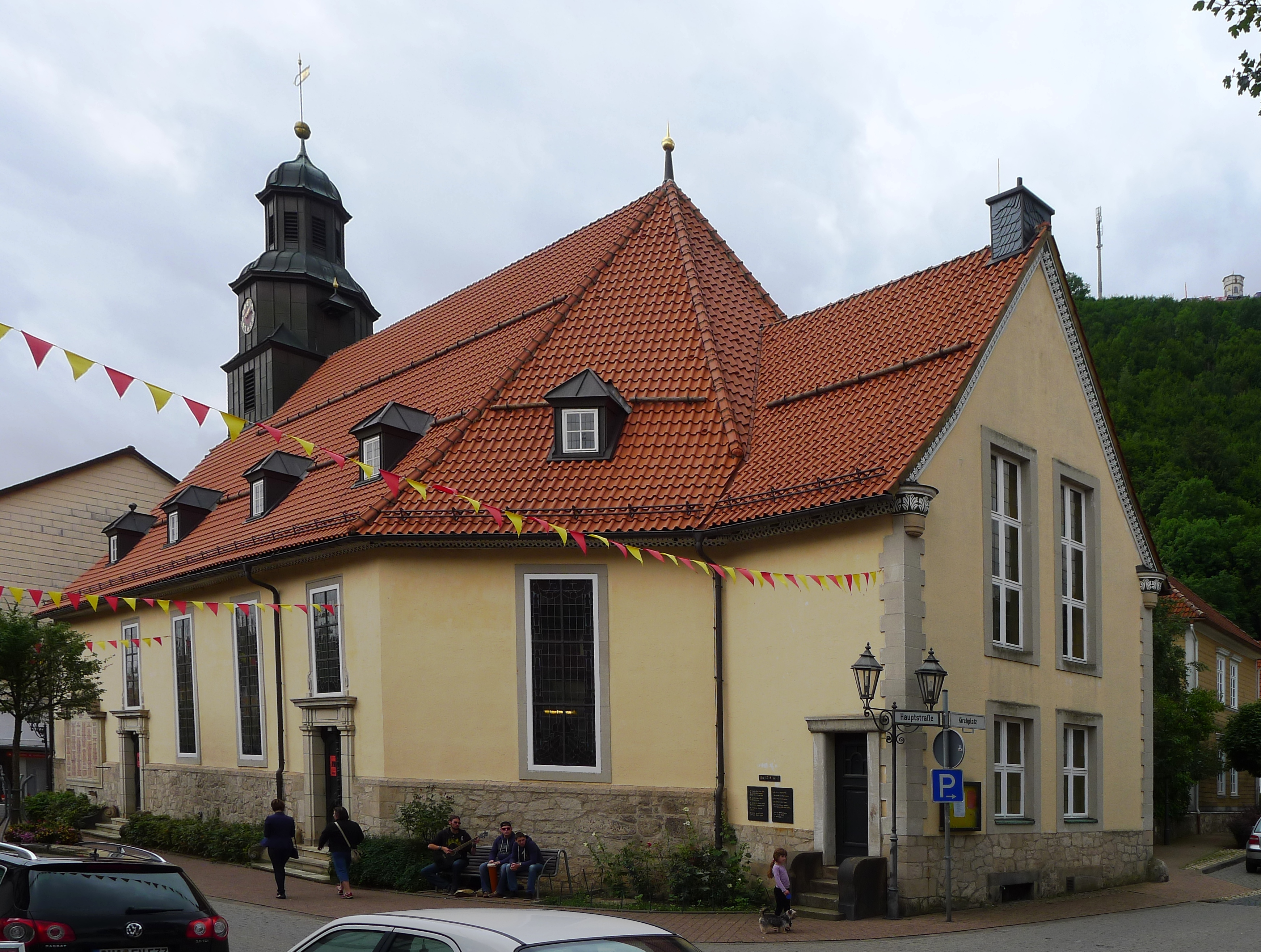
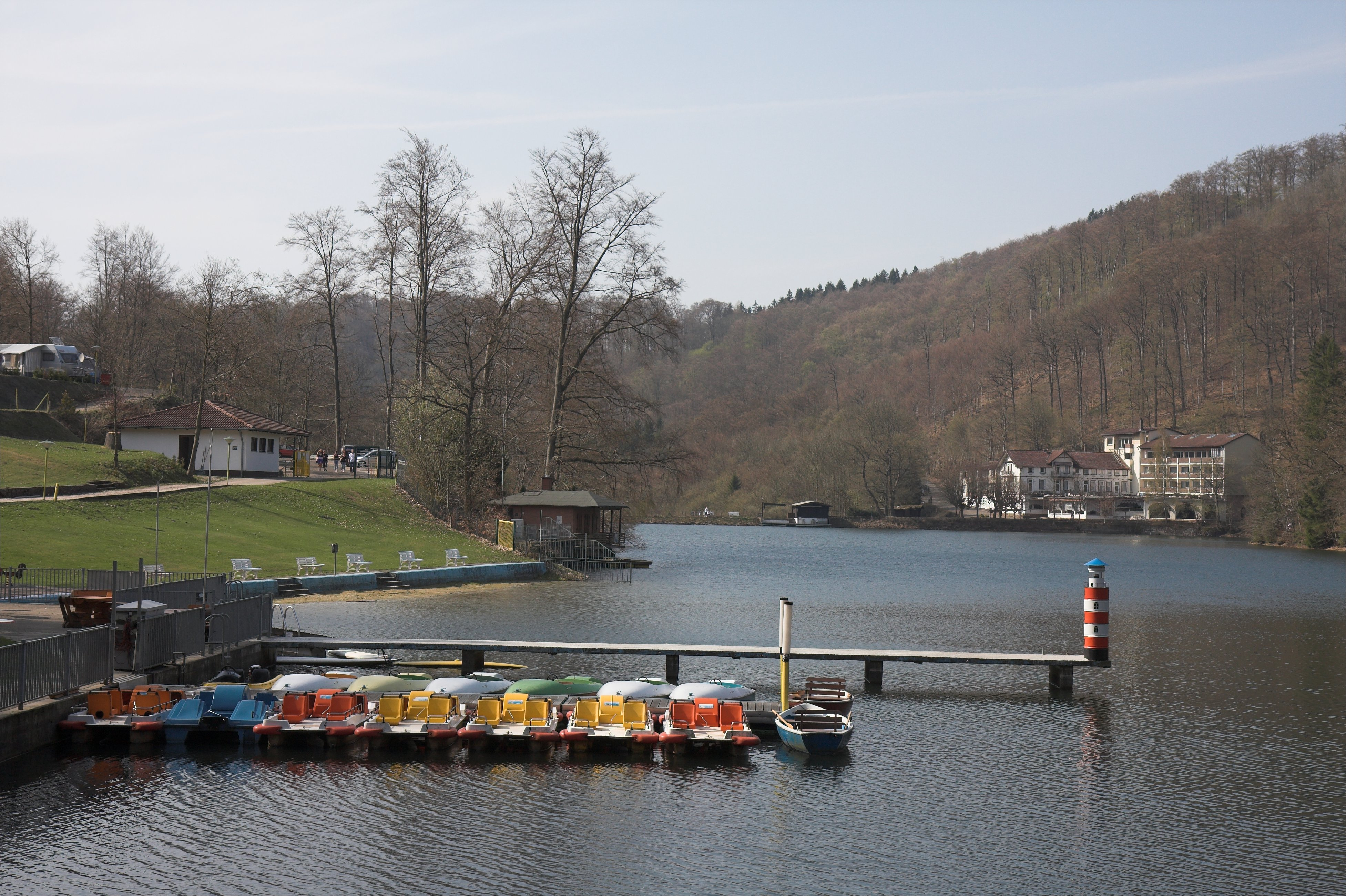
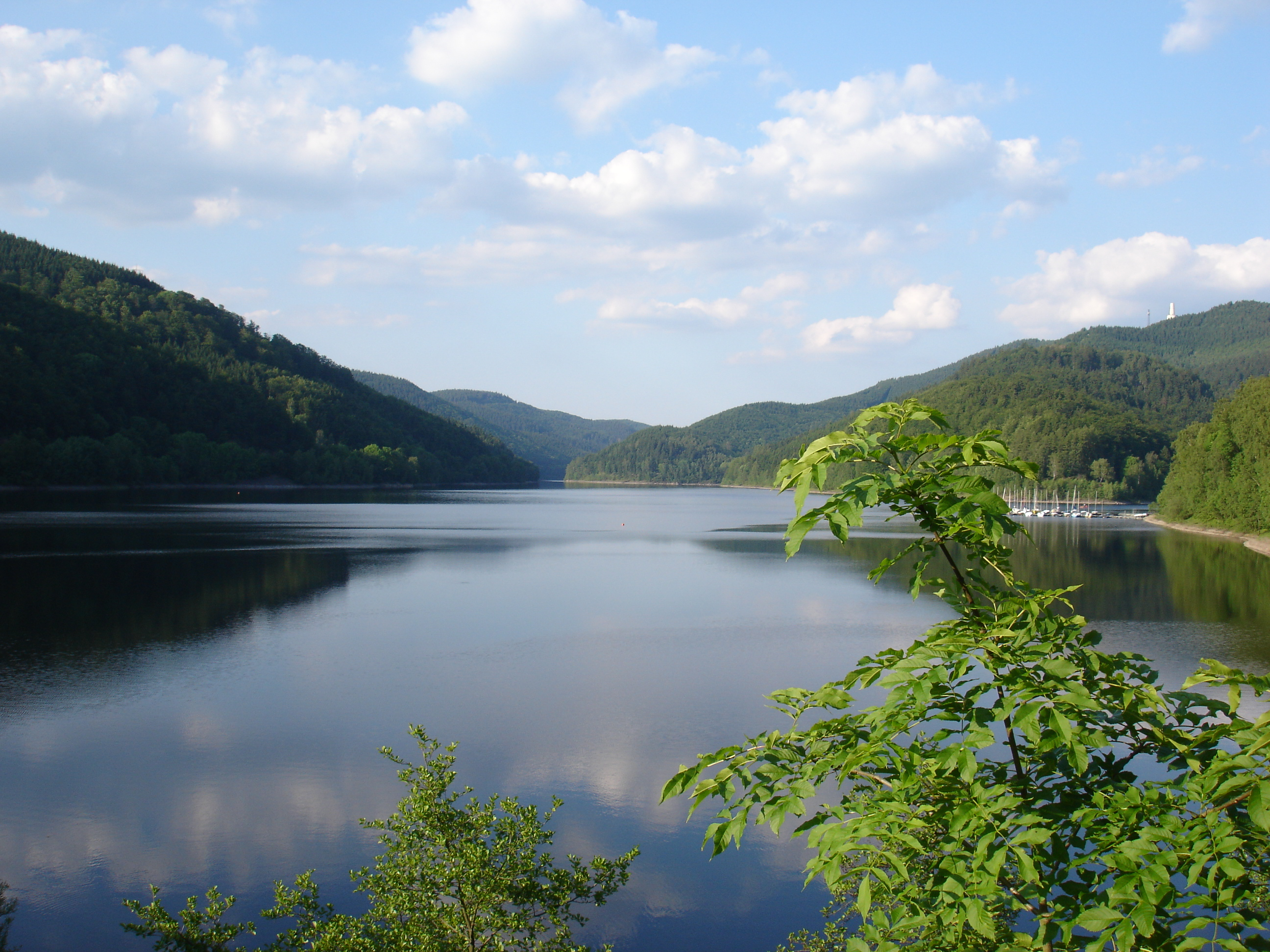

## Népesség
A település népességének változása:
| Lakosok száma | 10 506 | 10 548 | 10 404 | 10 269 | 10 290 | 10 297 | 10 258 |
|               | 2014   | 2016   | 2017   | 2019   | 2021   | 2022   | 2023   |